# Svazek obcí v regionu Krušných hor
Svazek obcí v regionu Krušných hor je dobrovolný svazek obcí v okresu Most, jeho sídlem je Litvínov a jeho cílem je společný postup při předkládání různých projektů v žádostech o dotace či granty. Sdružuje celkem 11 obcí a byl založen v roce 2001.

## Obce sdružené v mikroregionu
- Brandov
- Český Jiřetín
- Hora Svaté Kateřiny
- Horní Jiřetín
- Klíny
- Litvínov
- Lom
- Louka u Litvínova
- Mariánské Radčice
- Meziboří
- Nová Ves v Horách